# ジュール・ジリエロン
ジュール・ジリエロン（フランス語: Jules Gilliéron、1854年12月21日 - 1926年4月26日）は、スイスの方言学者。言語地理学の発展に大きな貢献をした。特にフランスの大規模な言語地図の作成で知られる。

## 生涯と業績

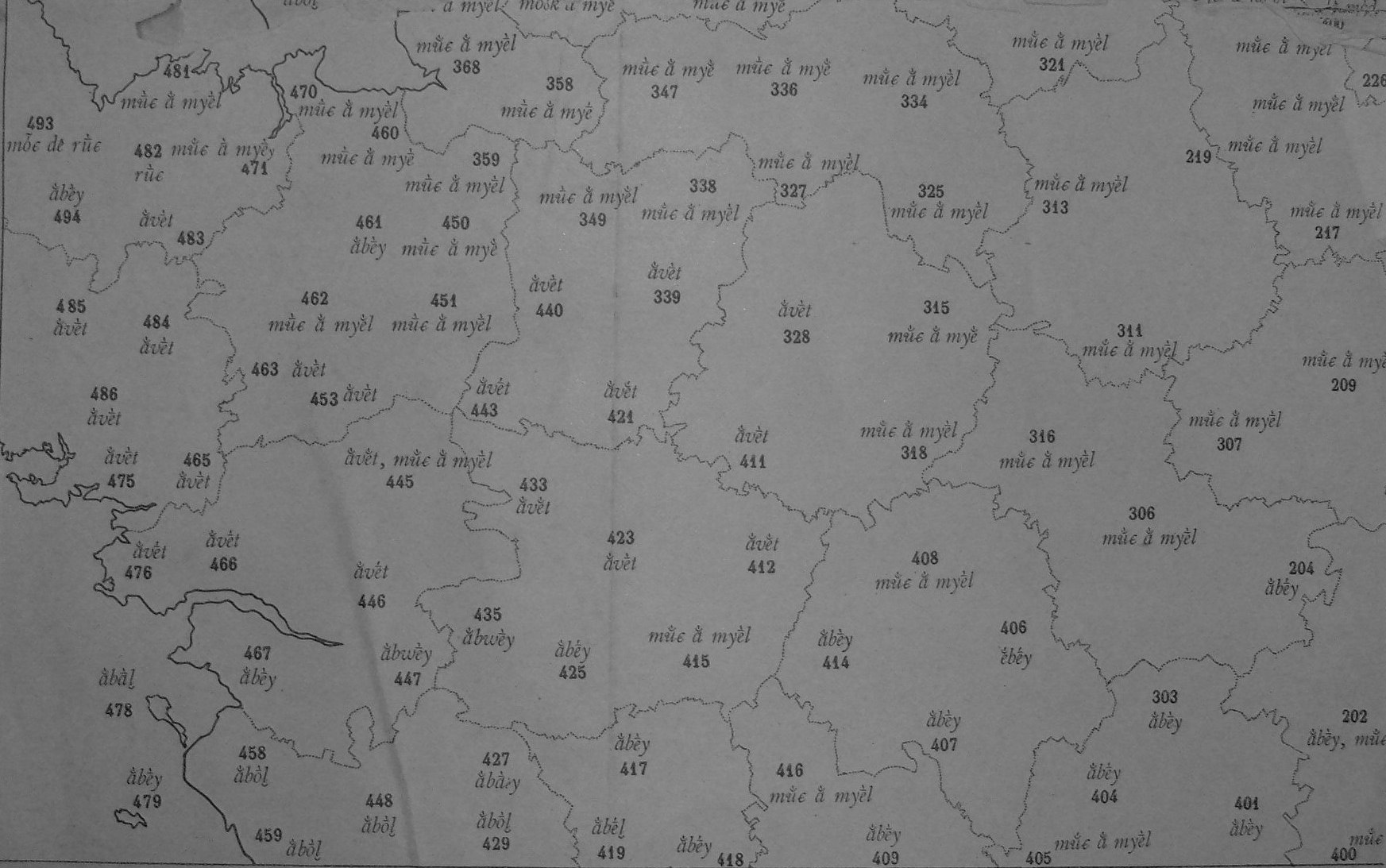
ミツバチを意味する語の分布 (ALF)

スイスのベルン州ラ・ヌーヴヴィル生まれ。1876年からパリの高等研究実習院で学び、1879年にスイスのヴァレー州 Vionnaz の方言に関する論文で学位を得た。
1883年以降、アルセーヌ・ダルメステテールのあとをついで高等研究実習院でガロ・ロマンス語の方言学を教え、生涯その職にあった。
1887年からジャン＝ピエール・ルスロと共同で方言学の雑誌「Revue des patois gallo-romans」を発行した。1893年にはフランス方言学会(Société des parlers de France)を設立した。
助手のエドモン・エドモン（Edmond Edmont）を調査者として639地点を調査し、その結果をまとめた『フランス言語地図』（Atlas linguistique de la France、ALF）を1902年以降公刊した。
ジリエロンの研究は「のこぎり」「ミツバチ」などを意味する語の分布という一見きわめて些細な問題を取り扱っているように見えるが、そこから大きな問題を引き出した。ジリエロンによれば語の多様性は青年文法学派の言う例外のない音変化では説明できず、語形の摩滅による同音異義語を避けようとする話者の意図的な言い換えが原因であるとした。また他の語の混交や民間語源の作用に大きな価値を認めた。「語にはそれぞれ歴史がある」(Chaque mot a son histoire)は、言語地理学の立場を代表する言葉となった。